# بيدبيان
الألفبائية البيدبية (بيدبيان) نظام كتابة، وضعه مغربي الأصل أسامة الراضي، لنسخ حروف اللغة الفرنسية بحروف مشتقة من العربية.

## وصلات خارجية
- Bidebian Alphabet - Omniglot